# استان ارکیپا
استان ارکیپا (به اسپانیایی: Provincia de Arequipa) یک استان در پرو است که در منطقه ارکیپا واقع شده‌است. استان ارکیپا ۹٬۶۸۲٫۰۲ کیلومتر مربع مساحت و ۱٬۰۸۰٬۶۳۵ نفر جمعیت دارد.